# Lozoya
Lozoya er en by og kommune i det centrale Spanien i Madrid-regionen. Den har et indbyggertal på 617 (2024) indbyggere.